# Mantra
Mantra는 2024년 10월 11일에 발매된 대한민국의 가수 제니의 노래이다. 이 곡은 제니가 본인의 레이블에서 발매하는 첫 곡이자, 2023년 YG 엔터테인먼트와 인터스코프 레코드를 떠난 이후 처음 선보이는 솔로 싱글이다.

## 배경 및 발매
제니는 YG엔터테인먼트와 계약을 갱신하지 않기로 하고 2023년 11월 자체 음반사인 오드 아틀리에를 설립했다. 이 곡은 제니가 자신의 레이블에서 발매하는 첫 곡이다.

## 가사
제니는 이 노래가 긍정적이고, 표현적이고, 있는 그대로의 자신에게 충실한 것에 관한 노래이며, 모든 여성과 예쁜 소녀들에게 있는 그대로의 자신을 사랑하라는 메시지를 담고 있다고 말했다. 제니는 보그와의 인터뷰에서 이 노래를 "모든 여성이 자신감을 가지고 자신만의 방식으로 빛나도록 영감을 주는 재미있고 명랑한 찬가"라고 설명했다.
IZM의 임선희 평론가는 Mantra의 가사가 "나"가 아닌 "우리"를 내세웠다는 점에 주목하며, 여성 연대의 장을 만든 앤섬(Anthem)이 되었다고 평했다.

## 반응
NME의 Puah Ziwei는 "Mantra"에 별 5개 중 4개를 주었으며, IZM의 임선희는 이 곡에 별 5개 중 3개를 주었다.

## 차트
- 첫 주 동안 전 세계적으로 7,490만 회의 스트리밍과 15,000장의 판매를 기록하며 빌보드 글로벌 200 차트에서 3위로 데뷔했다. 이로써 2023년 싱글 "You & Me"와 "One of the Girls"에 이어 제니의 곡 중 세 번째로 톱 10에 올랐다.
- 한국의 써클 디지털 차트에서는 최고 순위 3위를 기록하며 두 번째 주에 5위를 기록해 "Solo", "You & Me", "Spot!"에 이어 제니의 곡 중 4번째로 톱 10에 진입했다.
- 미국 빌보드 핫 100에서 98위로 데뷔했으며, 제니의 곡 중 "One of the Girls"에 이어 두 번째로 차트인했다.[5]
- 영국에서는 UK 싱글 차트에서 37위로 데뷔하여, 1월에 21위를 기록한 "One of the Girls"에 이어 제니의 올해 두 번째 톱 40 히트곡이 되었다.[6]